# Los Cuatro Reyes Celestiales (Sailor Moon)
Los Cuatro Reyes Celestiales (四天王 Shitennō?) o "Shitennou" (Reyes de los Cuatro Cielos o Los Cuatro Grandes del Reino de la Oscuridad en España), son cuatro personajes llamados Jadeite, Nephrite, Zoisite y  Kunzite ("Malachite" en la versión latinoamericana), que aparecen en la primera temporada de la serie de anime y manga Sailor Moon. Según interpretaciones de la serie, la autora Naoko Takeuchi basó estos cuatro personajes en las cuatro deidades budistas conocidas como Shitennō. Este subgrupo de personajes es una filial del Dark Kingdom, el grupo principal de villanos de la primera temporada de la serie.
En España sus nombres son conocidos como Daniel, Ramiro, Zosite y Constite.
En el manga de Codename wa Sailor V (precuela de Sailor Moon), estos personajes aparecen brevemente mencionados como los superiores jerárquicos de Danburite, el líder de la Dark Agency.

## Historia
Los Reyes Celestiales son cuatro generales guerreros que han servido a la villana Reina Beryl, líder del Reino Oscuro, desde los tiempos del Milenio de Plata. Su misión es encontrar la joya sagrada de ese antiguo reino lunar, el Legendario Cristal de Plata, y robar su energía para fortalecer a la entidad malévola a la que sirven: una criatura conocida como "la reina Metalia". En ausencia del Cristal de Plata, entretanto, roban secretamente la energía de los seres humanos, a menudo con ayuda de unos sirvientes monstruosos llamados "Youma" (妖魔 Yōma?, demonios hechiceros). El retorno de este malévolo grupo (y de sus ataques contra los humanos) en pleno siglo XX, finalmente convence a los últimos sobrevivientes del Reino de la Luna, los gatos Luna y Artemis, de encontrar y reclutar a las antiguas guerreras de su reino, las Sailor Senshi (que han reencarnado en la ciudad de Tokio como unas adolescentes comunes y corrientes), para defender nuevamente al planeta Tierra.
En la primera versión animada de los años 90, estos personajes aparecen solo como cuatro villanos que deben ser combatidos constantemente por la heroína de la serie Sailor Moon, con ayuda de Tuxedo Mask y de las otras cuatro Sailor Senshi de la primera temporada. Mostrados como cuatro grandes comandantes que compiten mortalmente entre sí por el favor de la Reina Beryl, ellos conspiran y se traicionan de forma frecuente. Por otra parte, todos aquí parecen poseer la mayor parte de sus recuerdos respecto a su pasado; además de que se sugiere que desde hace tiempo ya, ni ellos ni Beryl se han considerado seres humanos, en esta adaptación. Finalmente, tres de ellos perecen a causa de las luchas de poder y conflictos internos dentro del propio Reino Oscuro; quedando solo el último de ellos, Kunzite, para ser derrotado por las propias Sailor Senshi.
En la historia original del manga, en Sailor Moon Crystal y en Pretty Guardian Sailor Moon en cambio, se los muestra como un grupo de hombres jóvenes unidos por una única misión y un previo origen humano, así como también por un remoto pasado olvidado, anterior y distinto a su pertenencia al Reino Oscuro. Antes de caer bajo el control de Beryl, protegían el mundo terrestre y estaban bajo las órdenes del príncipe del Reino Dorado, Endymion. Sin embargo, cuando la entidad maligna llamada "Metalia" llegó a la Tierra para apoderarse del planeta, Beryl hechizó a los cuatro guerreros para que les juraran su lealtad y asistieran en sus planes de atacar el Reino de la Luna. El príncipe Endymion no logró convencerlos de que estaban siendo manipulados; pero una vez que ellos perecieron durante la gran batalla que se desató entre la Tierra y la Luna, sus almas fueron enviadas a renacer en el futuro, para que pudieran enmendar ese error. Desafortunadamente, en el siglo XX, Beryl los encuentra antes de que puedan recordar su pasado y los engaña para que nuevamente le ayuden a realizar los planes de Metalia. A partir de entonces ellos se dedican a robar la energía de seres humanos así como a buscar el Cristal de Plata, con el objetivo de liberar a la maléfica criatura. 
Después de eso, en el manga, los cuatro Shitennō son sucesivamente derrotados por Sailor Moon y sus amigas y mueren sin descubrir, hasta demasiado tarde, que Beryl los había hechizado para que no pudieran recordar quién era su verdadero amo: el príncipe Endymion, reencarnado en la figura de Tuxedo Mask. En Sailor Moon Crystal, en contraste, son eliminados por la propia Metalia; tras haber confirmado, por fin, que ésta y Beryl los habían puesto bajo un hechizo para que las sirvieran incondicionalmente. Solo en la serie de acción real, por otra parte, se ve a los Shitennō quedarse voluntariamente en el Reino Oscuro, incluso tras haber descubierto su verdadero origen; puesto que allí todos ellos tenían diversos motivos para seguir en el bando enemigo. Casi nada se revela, en esta versión, del destino de ellos después de la batalla final; pero los cuatro aparecen para ayudar a Mamoru a derrotar a la "copia" de la reina Beryl en el episodio extra "Special Act", donde también aparecen para ver la boda de Mamoru y Usagi. Sin embargo, en esto último no estaba del todo claro si se trataba solo de las apariciones de sus espíritus, o si ellos estaban realmente presentes físicamente.
Tras su muerte en la primera temporada del manga, asimismo, sus almas fallecidas vuelven a aparecer algunas veces durante el resto de la serie; pero solo de forma breve, en tres contadas ocasiones. En Sailor Moon Crystal, los fantasmas de los Shitennō vuelven a comunicarse con Mamoru por primera vez en el episodio 13, para revelarle el punto débil de Metalia, y luego en el episodio 18 de la segunda temporada, para animarlo a luchar contra los nuevos villanos del grupo Black Moon. Estos episodios son equivalentes a los actos 12 y 17 del manga original; en el cual ellos vuelven a presentarse por una tercera y última vez en el acto 37 de la cuarta temporada, para evaluar el estado de Mamoru tras recibir la maldición del grupo Dead Moon. Tras esta última participación, ninguno de ellos vuelve a aparecer ni a ser mencionado en el resto de la trama; por lo que no se muestra cuál es su suerte hacia el final de la historia, ni si alguna vez vuelven a establecer contacto con los otros personajes. 
Todos los miembros de este cuarteto de personajes llevan nombres derivados de minerales y piedras preciosas. Según interpretaciones de la serie, los cuatro están basados en las cuatro deidades budistas conocidas como Shitennō.

## Personajes

### Jadeite (Daniel/Jedite)
Jadeite (ジェダイト Jedaito?, "Daniel" en la versión española del anime y del manga, "Jedite" en la versión latinoamericana del anime) es uno de los villanos del Reino Oscuro y el primero de los Shitennō (o cuatro Reyes Celestiales) en hacer aparición. Su apariencia es la de un hombre de corto cabello rubio que viste un uniforme militar de color violeta claro con franjas rojas, cinturón y botas militares del mismo color. Es el integrante de más baja estatura en el grupo, siendo seguido por Zoisite, e inicialmente comandaba la división dedicada a llevar los planes del Reino Oscuro en el extremo oriente. Su nombre proviene del mineral jadeíta. Solo en el manga y en Sailor Moon Crystal se revela que siente una ligera atracción hacia una de sus enemigas, la justiciera Sailor Mars. Esto alude a su historia de fondo de antes de unirse al Reino Oscuro; cuando Jadeite fue uno de los guardianes del príncipe del Reino Dorado, Endymion, y era conocido como el "Caballero de la Paciencia y la Armonía".
Según Naoko Takeuchi en su libro Materials Collection, Jadeite es un muchacho serio y bien-parecido que tiene tan solo 18 años de edad y es el segundo más joven de todo el cuarteto. Entre sus poderes se encuentran la capacidad de que crear ilusiones muy complejas y agujeros dimensionales para escapar si las cosas se ponen difíciles, así como también la habilidad de mover grandes objetos con su mente.
- Manga

En un principio, la misión de Jadeite consistía en localizar el Cristal de Plata, pero al comienzo de la serie sus órdenes cambian y se le exige reunir energía de seres humanos para contribuir a la recuperación de Metalia. Nephrite a menudo tiende a reírse de él a causa de sus fracasos. En la versión del manga, Jadeite es aniquilado por Sailor Mars en el capítulo 3, tras ser sorprendido por las Sailor Senshi mientras intentaba robar la energía de los pasajeros de un autobús; con lo cual su presencia en esta versión de la historia es muy limitada. A pesar de ello, como es el primero de su grupo en perecer, los otros integrantes se muestran muy afectados y Nephrite jura tomar venganza. Zoisite, a su vez, también intenta vengar al desaparecido Jadeite en un capítulo especial del manga dedicado a Sailor Mars, Recuerdos de Casablanca. En Sailor Moon Crystal, en cambio, Jadeite sobrevive a dicho ataque de Sailor Mars y vuelve junto a sus compañeros para enfrentarse a las justicieras; en el episodio 10. Después de eso, muere con el resto de sus compañeros varios episodios después, hacia el final de la temporada; en el capítulo 12.
- Primer anime

Al igual que en el manga, en la serie de anime de los años 90 Jadeite es el primero en aparecer, y su principal objetivo es robar energía de los seres humanos para realizar los planes de la reina Beryl. Sin embargo, en esta adaptación Jadeite también demuestra una gran misoginia hacia las mujeres, a las cuales considera inferiores a los hombres tanto en habilidad como en inteligencia. 
Durante muchas de sus misiones para el Reino Oscuro, Jadeite adopta numerosos disfraces e identidades falsas para asumir diferentes profesiones con el objetivo de engañar a varias personas y robar su energía. Cuando ataca siempre lo hace contra un grupo de gente en lugar de en contra de un blanco en específico. Tras sus primeros fracasos en derrotar a las Sailor Senshi, la reina Beryl se enfada y amenaza con encerrarlo en el conjuro del sueño eterno (que en sus propias palabras es algo peor que la muerte) si no consigue eliminar a las guerreras. Desesperado, Jadeite reta a Sailor Mars, Sailor Mercury y a Sailor Moon a un duelo a muerte en un aeropuerto, donde utiliza todo su poder. Aunque logra averiguar la verdadera identidad de las justicieras, ellas logran vencerlo una vez más, por lo cual este es encerrado en un cristal de hielo por una enfurecida Beryl, antes de poder contar a otros su descubrimiento. Tras esto Beryl envía el trozo de hielo con el congelado Jadeite a otra dimensión, a modo de advertencia a sus otros generales de lo que les espera si fracasan en cumplir sus órdenes.
- Serie de acción real

En Pretty Guardian Sailor Moon, de entre los cuatro Shitennō, Jadeite es el más leal a la reina Beryl. Por esta razón, aunque sus primeros intentos de reunir energía para Metalia son frustrados por las Sailor Senshi, Beryl lo defiende de las burlas de Nephrite, e incluso se apiada de él cuando resulta herido. Para ayudarlo a recuperarse, ella lo retira temporalmente de escena, convirtiéndolo en piedra con el fin de que él pueda preservar sus energías por algún tiempo. Más tarde, un Jadeite completamente restaurado vuelve a recobrar forma humana; luego de que Kunzite consigue despertar a Metalia. Para fortalecer a la entidad, entonces, el personaje sigue dedicado a su anterior tarea de recolectar energía, así como a competir por el favor de Beryl con el celoso Nephrite; tan solo aliándose para realizar misiones breves con este último o con Kunzite, ocasionalmente.
Mientras tanto, Jadeite rechaza los intentos de Zoisite de ayudarle a recordar una vida pasada en la que ellos eran guardianes de Endymion, el antiguo príncipe del desaparecido Reino de la Tierra. Aunque logra hacerlo una vez que el reencarnado Endymion (Mamoru Chiba) es secuestrado por Beryl, Jadeite sin embargo elige permanecer fiel al Reino Oscuro. A partir de ese momento, por lo tanto, Jadeite es voluntariamente leal a Beryl; e incluso introduce una piedra mágica en el cuerpo de su antiguo príncipe, con el fin de debilitar su energía como castigo si el joven se atreve a desobedecerla. Cuando la propia Metalia se vuelve una amenaza para los planes de su malévola reina, Jadeite entonces cumple sus órdenes de tratar de contener a la criatura, limitando su poder por distintos medios. Tras la derrota de esta última junto con la muerte de Endymion, sin embargo, los restos del Reino Oscuro pronto son eliminados por el poder del Cristal de Plata, activado por el dolor de la princesa Serenity. Jadeite entonces elige morir junto con Beryl, aplastado por los escombros del palacio del Reino Oscuro; siendo el último de los Shitennō en perder la vida.

### Nephrite (Ramiro/Neflyte)
Nephrite (ネフライト Nefuraito?, "Ramiro" en las versiones españolas de doblaje del anime y traducción del manga, "Neflyte" en el doblaje hispanoparlante) es uno de los villanos del Reino Oscuro. Antes del comienzo de la serie, él comandaba la sucursal del Reino Oscuro en Norteamérica y es el segundo de los cuatro Reyes Celestiales en hacer aparición, después de Jadeite. Tiene la apariencia de un hombre de cabello largo de color café oscuro, el cual siempre lleva suelto. Sus botas y cinturón son de color negro y el resto de su uniforme militar sigue los mismos patrones del que usa Jadeite, con la diferencia de que posee unas hombreras militares adornadas con una joya en el centro y franjas de color amarillo. Su nombre proviene del mineral nefrita y la autora de la serie, Naoko Takeuchi, lo describe en uno de sus libros de la serie Materials Collection como un muchacho de 19 años, muy responsable aunque también "emocional" e "intenso" (a pesar de ser uno de los mayores del grupo).
En algunas versiones se cuenta, por otra parte, que en el pasado del primer Milenio de Plata Nephrite fue originalmente uno de los guardianes del príncipe del Reino Dorado, Endymion; cuando era llamado el "Caballero de la Inteligencia y el Consuelo" y, según se sugiere, podría haber llegado a sentir una especial atracción hacia Sailor Jupiter.
Los poderes de ataque de Nephrite consisten en crear potentes rayos de energía, invocando el poder de las estrellas para este fin. También puede levitar y crear una espada de cristal así como proyectar potentes ilusiones ópticas que superan en complejidad a las de Jadeite. Además, Nephrite también es capaz de utilizar su sombra para crear una especie de copia femenina de sí mismo, la cual puede drenar la energía de cualquier persona a la que toque.
- Manga

Nephrite sustituye a Jadeite en su misión de buscar el Cristal de Plata, para lo cual comienza por infiltrarse en una embajada para observar la fiesta de la familia real del reino D, creyendo (erróneamente) que el legendario tesoro real que supuestamente sería revelado durante la celebración podría ser el mismo objeto buscado por su bando del Reino Oscuro (el Cristal de Plata). Usando una especie de "sombra mágica", se apodera del cuerpo de la princesa del reino D para luego enviar a ésta a succionar la energía de todos los invitados. Aunque Sailor Moon, Mercury y Mars consiguen frustrar sus planes, posteriormente Nephrite realiza un nuevo intento en otra ocasión. Esta vez, usa su sombra mágica para dar vida a un maniquí vestido de novia; al cual envía a succionar la energía de muchos hombres bajo el disfraz de una "novia fantasma". Motoki resulta ser una de sus víctimas, tras lo cual él es enviado a succionar la energía de Makoto Kino. Este incidente provoca el despertar de Makoto como la guerrera Sailor Jupiter. En la versión del manga, Nephrite es eliminado por un contraataque de Sailor Jupiter en el mismo capítulo en que esto sucede, el capítulo 5. En Sailor Moon Crystal, en cambio, Nephrite logra sobrevivir a ese contraataque y cree reconocer a Sailor Jupiter como a alguien a quien pudo haber conocido en un pasado remoto. Tras dicho escape vuelve junto a sus compañeros para enfrentarse a las justicieras en el episodio 10. Más adelante, luego de pasar un tiempo controlados por la reina Beryl, todos ellos perecen varios episodios después, hacia el final de la temporada; cuando son aniquilados por la propia Metalia, en el capítulo 12.
- Primer anime

Nephrite tiene más participación en la adaptación animada de los años 90, donde protagoniza una de las escenas más emotivas de la primera temporada de la serie. Aunque también aquí reemplaza a Jadeite en su misión de recolectar energía humana para Metalia, se dedica solo a robar la energía de una sola persona por vez, en lugar de la de grandes cantidades de personas. Nephrite encuentra a sus víctimas más propicias a partir de una especie de arte adivinatoria, la cual está basada en la lectura del movimiento de las estrellas. Esta técnica le ayuda a obtener la aprobación de la reina Beryl, lo cual provoca la envidia de los otros generales así como una mortífera enemistad con uno de ellos, Zoisite. Una vez escogido su blanco, Nephrite se sirve de un objeto relacionado con la futura víctima, para que ésta lo utilice de forma frecuente y sin darse cuenta nutra de energía a un malévolo youma escondido en su interior. Una vez liberado, el monstruo roba la energía de la víctima en forma total. Por esta razón, los youma bajo el control de Nephrite suelen ser criaturas especiales, capaces de actuar de manera sigilosa y gradual. 
A diferencia de Jadeite, Nephrite no usa distintos disfraces para acorralar a sus víctimas sino que siempre finge ser un atractivo joven multimillonario llamado Masato Sanjouin; quien sin quererlo despierta el amor de la amiga de Usagi, Naru Osaka. Aprovechándose de lo mucho que ésta lo admira, el joven la manipula de diversas formas y logra drenar su energía, entregándosela a la reina Beryl. Sin embargo, Nephrite se sorprende al ver la reacción que la presencia de la chica genera en el Cristal Oscuro, un objeto especial diseñado para localizar el Cristal de Plata; solo para descubrir que la misma no se debe a que Naru posee el Cristal de Plata, sino que se trata simplemente de una resonancia magnética producida por los profundos sentimientos de ella hacia él.
Cuando Nephrite empieza a sospechar que Naru tiene algún tipo de relación con Sailor Moon, logra engañar a la joven y descubrir la identidad secreta de la guerrera; pero sus planes son interrumpidos por la intromisión de su secreto rival, Zoisite, quien rapta a Naru para atraer a Nephrite hacia una trampa. Nephrite acaba reconociendo sus propios sentimientos por Naru y sacrifica su vida para salvar la de ella, tras lo cual la muchacha cae en un profundo estado de depresión. De acuerdo a la actriz que dio voz al personaje de Usagi, Kotono Mitsuishi, este fue uno de los giros argumentales más emotivos de toda la serie.
- Serie de acción real

En Pretty Guardian Sailor Moon, Nephrite es el más temperamental, celoso e impetuoso de los cuatro generales; quien toma a su cargo la misión de encontrar el Cristal de Plata. Su verdadero objetivo es completar su misión para conquistar el amor de la reina Beryl. Una vez que Zoisite fracasa en sus intentos de eliminar a Sailor V, sin embargo, Beryl ordena a Nephrite que reemplace a este último en su tarea de encontrar a la justiciera, a quien ellos confunden con la reencarnada princesa de la luna. Sin embargo, él tampoco consigue tener éxito en este encargo. 
Menospreciado por el recién llegado Kunzite (el cuarto y último de sus compañeros, los reencarnados Shitennō del antiguo Reino de la Tierra), Nephrite se ve presionado a demostrar su valor; con lo cual decide ignorar su antigua rivalidad con Jadeite para colaborar con él durante un tiempo. No obstante, sus derrotas a manos de la Princesa Sailor Venus pronto lo vuelven en el hazmerreír de sus compañeros; mientras que Jadeite decide dejarlo de lado para intentar trabajar con Kunzite. Ignorado por Beryl y convertido en la burla de todos, Nephrite termina trabando amistad con la solitaria Dark Mercury. Esto lo lleva impulsivamente a socorrerla más adelante cuando Kunzite, habiendo perdido el control sobre ella, intenta acabar con su vida.
Entretanto, Zoisite trata (en vano) de ayudar a Nephrite a recordar su vida pasada como uno de los guardianes del príncipe Endymion; quien ha renacido como el héroe Tuxedo Mask (Mamoru Chiba). Pero una vez que Beryl descubre la identidad de Mamoru como reencarnación del antiguo príncipe, Nephrite termina siendo sacrificado por ella; como una demostración de lo que les sucederá a sus previos guardianes si Mamoru no obedece sus órdenes. Aun así, el personaje logra sobrevivir a ese evento, y más tarde se lo muestra carente de poderes y convertido en un ser humano ordinario, "Nekufichi"; quien empieza a trabaja en el salón de karaoke de Motoki Furuhata, como un empleado común y corriente.

### Zoisite (Zosite/Zoycite)
Zoisite (ゾイサイト Zoisaito?, "Zosite" en españa y "Zoycite" en hispanoamérica) es uno de los villanos del Reino Oscuro así como el tercero de los Shitennō o cuatro Reyes Celestiales. De los cuatro, es aquel cuyo carácter ha sufrido más cambios en las diferentes versiones de la historia. Descrito por Naoko Takeuchi como el menor de estos guerreros, de alrededor de 16 o 17 años de edad, es un hombre joven de enrulado cabello rubio en una larga cola de caballo, caracterizado como el más inmaduro y  "afeminado" (オンナっぽい onnappoi?), con una cierta tendencia a "jugar sucio". Antes del comienzo de la serie, Zoisite estaba a cargo de la división del Reino Oscuro que lleva adelante los planes de la organización en Europa y su nombre proviene del mineral zoisita. En el manga y en Sailor Moon Crystal se cuenta que, antes de unirse al Reino Oscuro, Zoisite fue uno de los guardianes del príncipe del Reino Dorado, Endymion, y era conocido como el "Caballero de la Purificación y la Sanación".
Tanto en el manga como en la versión original japonesa de la primera adaptación de anime, Zoisite es un personaje masculino que trabaja en estrecha colaboración con el mayor y más fuerte de los cuatro Shitennō, Kunzite. En la primera versión animada de los años 90, sin embargo, Zoisite y Kunzite son amantes en lugar de amigos. A causa de esto, para evitar la controversia, algunos doblajes de esta serie adaptaron los diálogos así como también la voz de Zoisite de forma que resultara un personaje femenino; con el fin de transformar dicha relación homosexual en una heterosexual.
- Manga

En el manga, Zoisite aparece atónito junto a un enfurecido Nephrite, cuando ambos ven a Jadeite ser eliminado por las Sailor Senshi (motivo por el cual Zoisite hace un vano intento de tomar venganza contra Sailor Mars, en un capítulo extra, titulado "Recuerdos de Casablanca"). Sin embargo, el mismo Zoisite se llena de angustia dos capítulos después, cuando la misma suerte le ocurre a Nephrite. Una vez que le es asignada a él la tarea de encontrar el Cristal de Plata, se las ingenia para manipular a los habitantes de Tokio a través de astutos anuncios de noticias en los principales medios de comunicación y hacer que le ayuden en su búsqueda. Aunque dicha treta fracasa, logra robar la energía de la audiencia; con lo cual decide hipnotizar una vez más a la gente de Tokio, hasta que finalmente es confrontado por las Sailor Senshi. Al intentar matar a Sailor Moon, Zoisite es eliminado por "Sailor V" (Sailor Venus) en el mismo capítulo en que esto sucede, el acto 7. Más tarde (de manera similar a como ocurre, también, con los cuerpos de Nephrite y Jadeite), su deteriorado cadáver es inesperadamente restaurado, en forma breve, al verse expuesto a un destello de poder regenerativo procedente del Cristal de Plata; tras lo cual vuelve a su anterior estado de putrefacción, y luego a convertirse en un trozo de zoisita, una vez que el destello se extingue.
En Sailor Moon Crystal, dicha trama fue cambiada de modo que Zoisite sobreviviera al ataque de Sailor Venus, para volver junto a sus compañeros a enfrentarse con las justicieras en el episodio 10. Aun así, a causa de su intento de rebelarse contra la reina Beryl, él y los otros tres Shitennō pasan un tiempo controlados como títeres por la magia de esta, luego del cual mueren a manos de la reina Metalia; hacia el final de la temporada, en el capítulo 12. Pero, en ambas versiones, el pequeño trozo de zoisita en el cual él se convierte tras su muerte es entonces guardado por el reencarnado Endymion, Mamoru Chiba (alias "Tuxedo Mask"); quien decide conservar las piedras provenientes de los cuerpos de los cuatro generales, al descubrir que ellos habían sido sus propios amigos y guardianes, en su anterior vida.
- Primer anime

En la primera adaptación animada, Zoisite es presentado al mismo tiempo que su gran rival, Nephrite, de quien se burla cruelmente en cada uno de los episodios. A pesar de su fracaso en la tarea de eliminar a Sailor Moon, Nephrite logra impresionar a la reina Beryl al mostrarle la gran cantidad energía que robó de una joven amiga de la justiciera, Naru Osaka. Cuando Zoisite pregunta a la reina por qué no castiga a Nephrite de todos modos, Beryl le advierte que él mismo será castigado si vuelve a cuestionarla otra vez. Zoisite conspira entonces con su aliado Kunzite para deshacerse de su mutuo rival; con lo cual envía secretamente a un trío de mujeres monstruosas (youma) a secuestrar a Naru Osaka para atraer a Nephrite a una trampa mortal. Una vez que Nephrite es aniquilado, Beryl encarga a Zoisite localizar los siete pedazos del desaparecido Cristal de Plata (unos trozos llamados "Cristales Arcoiris", que se encuentran en poder de los Siete Grandes Youma). Aunque Zoisite logra apoderarse de éstos, sus intentos de acabar con las vidas de Usagi (Sailor Moon) y Mamoru (Tuxedo Mask) inesperadamente consiguen provocarlos a recordar sus respectivas vidas pasadas (como la Princesa Serenity y el Príncipe Endymion). Usagi, entonces, utiliza su previa identidad para invocar a los siete Cristales Arcoíris; obteniendo para sí el Cristal de Plata. Enfurecida al descubrir que Zoisite intentó matar al reencarnado Endymion, de quien ella estaba enamorada, Beryl pronto decide eliminar a Zoisite; quien muere en brazos de Kunzite.
- Serie de acción real

En Pretty Guardian Sailor Moon, Zoisite es de un carácter mucho más reservado y calmo en comparación con las otras versiones. Solo en esta reinterpretación de la obra él pasa la mayor parte de su tiempo tocando un piano, el cual le sirve para amplificar algunos de sus poderes (como la percepción extrasensorial, la bilocación y cierto tipo de psicoquinesis) a través de su música. Su primera misión consiste en averiguar la identidad actual y el paradero de la reencarnada princesa de la luna. 
Luego de espiar una conversación de las Sailor Senshi, Zoisite empieza a creer que la princesa se oculta bajo el disfraz de otra misteriosa y distante justiciera, la enigmática "Sailor V". Sin embargo, sus intentos de atacarla fracasan uno tras otro, tanto a manos de las Sailor Senshi como del enmascarado "Tuxedo Mask" (el alter ego de Mamoru Chiba). La presencia de este último distrae y confunde a Zoisite, llevándolo inesperadamente a recordar una existencia previa en la que él conocía a Mamoru. Poco después Sailor V, bajo su nueva identidad como la Princesa Sailor Venus, logra darle un golpe casi mortal a Zoisite; luego de lo cual él se ve obligado a retirarse por algún tiempo, para recuperarse. 
Una vez recobrado, Zoisite empieza a comunicarse en forma secreta con Mamoru. Entonces le cuenta todo sobre esa olvidada existencia en común, en la cual Mamoru habría vivido como Endymion (príncipe protegido por Zoisite y por los otros tres Shitennō) en un antiguo y desaparecido reino del planeta Tierra. A partir de entonces, su renovada lealtad hacia él lleva a Zoisite a intentar proteger al joven por todos los medios; tales como enemistarse con Kunzite, desobedecer reiteradamente a Beryl y antagonizar varias veces a la protagonista. Al notar que Kunzite conoce ya la vida que todos ellos compartieron tiempo atrás, en esa encarnación previa, intenta despertar también los mismos recuerdos en sus otros dos compañeros, Jadeite y Nephrite; pero con muy poco éxito. Zoisite entonces culpa a la antigua identidad previa de Sailor Moon, la princesa de la luna, por el final trágico de Endymion en el pasado. Por eso, cuando Beryl le exige que dé muerte a la justiciera como condición para liberar a Mamoru, él no duda en enviar uno de sus monstruos a perseguirla. Aun así, pronto cambia de parecer al descubrir el gran amor que Mamoru todavía siente por ella, y finalmente muere al salvar a Sailor Moon del ataque de otro poderoso youma.

### Kunzite (Constite/Malachite)
Kunzite (クンツァイト Kuntsaito?, Constite en España y Malachite en Latinoamérica) es uno de los villanos del Reino Oscuro así como el cuarto y último miembro de los Shitennō o cuatro Reyes Celestiales; entre los cuales él es el de más alto rango y el más fuerte. Descrito por Naoko Takeuchi como el mayor y más poderoso, con el aire majestuoso de un rey árabe, es un hombre joven de cabello plateado que aparenta tener entre 25 y 26 años de edad y suele llevar consigo una espada corta y una capa blanca añadida a su uniforme gris militar. De carácter usualmente confiado y tranquilo, antes del comienzo de la serie Kunzite estaba a cargo de la división que llevaba adelante los planes del Reino Oscuro en el Oriente Medio. Su nombre deriva del mineral kunzita, una de las variedades de espodumena descubierta por el minerólogo George Frederick Kunz.
Tanto en el anime de los años 90 como en el manga, Kunzite al principio trabaja en estrecha colaboración con Zoisite, con quien comparte consejos y planes de batalla, hasta que Zoisite es aniquilado. En la primera versión de anime, Kunzite y Zoisite son pareja además de aliados, mientras que en otras versiones se describe la relación entre ambos como la de un hermano pequeño (Zoisite) y un hermano mayor (Kunzite). Tras descubrir la verdadera identidad de Tuxedo Mask, Kunzite logra secuestrarlo cuando el héroe cae herido durante una batalla y luego llevarlo ante la reina Beryl, quien se ocupa de hechizar al joven para tenerlo bajo su control. A partir de entonces, la misión de Kunzite consiste en completar la misión que los otros generales no lograron finalizar y derrotar a Sailor Moon y los suyos para obtener el Cristal de Plata. Finalmente, muere durante una confrontación contra las cinco Sailor Senshi de la primera temporada.
Solo en el manga y en Sailor Moon Crystal se cuenta que, antes de unirse al Reino Oscuro, Kunzite vivió en un lugar llamado el Reino Dorado; donde servía al príncipe Endymion y era conocido por el alias de "Caballero de la Pureza y el Afecto".
- Manga

Hacia el final de la primera temporada, una vez que se descubre el pasado de Sailor Moon y Tuxedo Mask como los antiguos amantes Serenity y Endymion (jóvenes herederos, respectivamente, de los desaparecidos reinos de la Luna y del planeta Tierra), su enemigo Kunzite también logra inesperadamente recordar su propia existencia anterior; vivida junto con ellos y junto con los otros Shitennō (Jadeite, Nephrite y Zoisite), en la misma época. Según recuerda, en esos tiempos, los cuatro no habían servido originalmente a su actual reina, la villana Beryl; sino que le habrían jurado lealtad a dicho príncipe Endymion del reino terrestre, como sus cuatro guardianes personales. Luego de ser persuadidos por Beryl y por Metalia, sin embargo, Kunzite y sus tres compañeros abandonaron al príncipe para unirse a ellas y a sus huestes del Reino Oscuro; un malévolo ejército formado por personas de la Tierra que deseaban atacar al otro reino que existía en la luna, el Milenio de Plata, y adueñarse de una joya que familia real del reino lunar custodiaba, el Cristal de Plata. A pesar de eso, lo único que consiguieron tras devastar ese reino fue la muerte de todos los habitantes, así como también la de su propio príncipe al que habían traicionado. Por estas razones, cuando Kunzite y los otros se vieron al borde de la muerte, decidieron que algún día renacerían para reunirse y proteger a su príncipe, enmendando así el error de su vida pasada.
En pleno siglo XX, desafortunadamente, un reencarnado Kunzite fue engañado nuevamente por la reina Beryl y puesto a su servicio junto con Jadeite, Nephrite y Zoisite. Más tarde, cuando Kunzite empieza a recordar fragmentos de su pasado y a cuestionar las órdenes de Beryl (luego de que los otros Shitennō han perecido), ésta decide controlarlo por medio de un hechizo y enviarlo una vez más a atacar a las Sailor Senshi, quienes se ven obligadas a combinar todos sus poderes para derrotarlo. Este desenlace fue ligeramente alterado en la adaptación animada de Sailor Moon Crystal; donde también Jadeite, Nephrite y Zoisite sobreviven junto con Kunzite el tiempo suficiente para descubrir su pasado, rebelarse y ser posteriormente controlados mediante artes mágicas. Después, bajo el control de Beryl, todos ellos sobreviven hasta el episodio 12 al final de la temporada; cuando son eliminados por Metalia definitivamente. Finalmente, el cuerpo inerte de Kunzite se convierte en un trozo de mineral kunzita guardado por Tuxedo Mask; tras lo cual su espíritu pronto vuelve a aparecer brevemente, a través de la piedra, para revelar al joven el punto débil de Metalia; lo cual permite a Sailor Moon destruirla de una vez y para siempre.
- Primer anime

En esta versión, Kunzite también queda a cargo después las muertes de los otros tres generales (Jadeite, Nephrite y Zoisite). Sin embargo, él y sus monstruos youma fallan en todas sus misiones a causa de la interferencia de Tuxedo Mask, quien se encuentra temporalmente bajo el hechizo de la reina Beryl, y ahora compite con Kunzite por el favor de ésta y de Metalia. Por otra parte, mientras que el principal objetivo del hechizado Tuxedo Mask consiste en obtener el Cristal de Plata, el verdadero propósito de Kunzite es eliminar a las Sailor Senshi para vengar la memoria de su amado Zoisite, quien pereció antes de poder derrotarlas. 
Mientras tanto, Sailor Moon decide tratar de hacerse más fuerte para poder liberar a Tuxedo Mask del hechizo. Junto con sus amigas logra localizar la guarida del enemigo en el Polo Norte, pero al llegar allí son interceptadas por Kunzite y enviadas a otra dimensión. Una vez allí descubren que se encuentran en las ruinas del palacio del antiguo Reino de la Luna y descubren la verdadera historia del Milenio de Plata así como el origen de sus poderes. Sailor Moon conversa además con el fantasma de quien había sido su madre en su vida pasada, la fallecida Reina Serenity, y comprende la importancia de la misión que tiene frente a sí.
Una vez que las jóvenes justicieras unen sus poderes y logran teletransportarse nuevamente a su dimensión, un atónito Kunzite no puede creer lo sucedido e intenta nuevamente atacarlas, pero su ataque es anulado por Sailor Moon quien repele la energía su ataque, regresándolo de nuevo hacia él y eliminándolo. Al saber que llega su fin, Kunzite pide a gritos al alma del fallecido Zoisite que venga por él, porque el poder reunirse con este en el otro mundo es ya la única esperanza que le queda.
- Serie de acción real

En Pretty Guardian Sailor Moon, de entre los cuatro Shitennō, Kunzite es el último en ser reclutado por la reina Beryl. Antes de eso, él aparece como un ser humano común y corriente llamado "Shin", cuya amnesia y dificultad para recordar su identidad pronto le ganan la simpatía de Mamoru Chiba. Una vez que un contraataque de Sailor Venus fuerza a Zoisite a retirarse de escena por algún tiempo, sin embargo, Beryl decide que ya es momento de invocar al cuarto y último de los reencarnados Shitennō del antiguo Reino de la Tierra. Al ser invocado por ella, entonces, "Shin" gradualmente se transforma en Kunzite y se une rápidamente al grupo; tras recuperar los recuerdos de su pertenencia al Reino Oscuro, junto con los poderes de su anterior vida. 
Kunzite logra mantener temporalmente en secreto su pleno conocimiento de todos los detalles de esa existencia previa; mismos detalles que, según él advierte, Beryl ha logrado ocultar a los otros tres Shitennō. Convencido tanto de la debilidad de Beryl como de las culpas de Endymion y Serenity (por el final trágico que ambos reinos de la Luna y de la Tierra sufrieron, a manos del accidental "estallido" del poder de la princesa, en aquel tiempo), Kunzite no duda en revelarles que solo le es fiel a la propia Metalia. Por eso, mientras consigue suficiente energía para despertar a ésta de su letargo, Kunzite se dedica a burlarse de la incompetencia de sus compañeros y a desafiar a Beryl, así como también a atacar a las encarnaciones actuales de Serenity y Endymion, Sailor Moon y Tuxedo Mask (tanto en sus formas de justicieros, como en sus identidades secretas como Mamoru y Usagi). En pos de este segundo propósito, más tarde, decide secuestrar y hechizar a una de las amigas y compañeras de equipo de Usagi, Ami Mizuno; convirtiéndola brevemente en la malévola Dark Mercury. Entretanto, sus reiterados ataques a Tuxedo Mask le cuestan un  mayor grado de conflictos con su compañero Zoisite y con la obsesionada Beryl; siendo ellos dos personajes con secretas motivaciones para velar por dicho héroe y protegerlo. 
Luego de la desaparición de Nephrite a manos de Beryl, no obstante, Kunzite comienza a pensar también en cómo liberarse del control de ésta. Hacia el final de la serie, más tarde, Kunzite comprende el verdadero peligro que Metalia representa para la Tierra cuando descubre que Tuxedo Mask (bajo la forma de Endymion) ha decidido que lo intentará absolutamente todo, hasta el punto de sacrificarse a sí mismo, para detenerla. Después de perdonar a su antiguo príncipe, finalmente, Kunzite muere protegiendo al reencarnado Endymion (Mamoru Chiba) de un ataque de Jadeite. Entonces hace un último intento de persuadir a Jadeite de cambiar de bando para ayudar al joven, antes de desvanecerse; dejando solo una piedra como su único rastro.